# Regiunea Guelmim-Esmara
Regiunea Guelmim-Esmara a fost una dintre cele 16 unități administrativ-teritoriale de gradul I ale Marocului în 1997-2015. Reședința sa era orașul Guelmim. Partea sudică a regiunii aparținea teritoriului disputat Sahara Occidentală.